# Ida Paulin
Ida Paulin (* 6. April 1880 in Augsburg; † 1955 in Bad Münster am Stein-Ebernburg) war eine deutsche Malerin und Glaskünstlerin.

## Leben

### Familie
Ida Paulins gleichnamige Mutter Ida Paulin, die erste Handarbeitslehrerin in Augsburg, und der als Kaufmann arbeitende Vater Josef Paulin förderten das kreative Interesse ihrer Tochter. Auch die Schwester Maria Paulin half ihrer Schwester in Augsburg und später in Bad Münster am Stein-Ebernburg bei der Arbeit. 1924 heiratete Ida Paulin den Landschaftsmaler Arn Haag (1885–1949). Folglich erhöhte sich Paulins Geburtsjahr in ihrem Pass um zehn Jahre, um den gesellschaftlichen Konventionen gerecht zu werden, weil ihr Mann fünf Jahre jünger war. Durch die künstlerische Ausrichtung ihres Mannes war Ida Paulin besonders produktiv während der Ehe.

### Ausbildung
In jungen Jahren besuchte Ida Paulin für ihre schulische Bildung das Institut der Englischen Fräulein. Parallel nahm sie am Kunstunterricht in der Städtischen Höheren Kunstschule Augsburg teil. Für ein Jahr lang ging Paulin in ein Internat in Évian-les-Bains am Genfer See. 1898/99 zog die junge Frau nach München, um ein Studium der Malerei aufzunehmen. In der Damen-Akademie des Münchner Künstlerinnenvereins führte Ida Paulin ihre künstlerische Ausbildung fort. Dort lernte sie zwischen den Jahren 1902 und 1906 bei den Malern Adolf Münzer und Angelo Jank, die beide für die Zeitschrift Jugend tätig waren. Anna Hillermann unterrichtete Ida Paulin im Bereich des Aktzeichnens. Parallel ließ sich die junge Künstlerin von Heinrich Rettig und Georg Sauter privat in München unterrichten. In der Dachauer Malschule oder auch Neu-Dachau bzw. Künstlerkolonie Dachau genannt, in der Ludwig Dill ein wichtiges Mitglied war, belegte Ida Paulin Sommerkurse.

## Wirken

### Malerei
Schon in ihren Jugendjahren entdeckte Ida Paulin ihre Leidenschaft für die Malerei. Was als Freizeitbeschäftigung begann, verfolgte sie in einer breitgefächerten künstlerischen Ausbildung. Allerdings wollten Paulin's Eltern ihrer Tochter keine Ausbildung in der freischaffenden Kunst finanzieren. Somit musste der Gewinn aus dem Verkauf ihrer Gemälde die Kosten decken. Unterstützt durch den Münchner Künstlerinnenverein trat Paulin anfangs als Malerin an die Öffentlichkeit. Der Verein förderte Einzelausstellungen im eigenen Künstlerhaus sowie Verkaufsausstellungen und übernahm die Transportkosten für Ausstellungen außer Haus. Die Gemälde von Ida Paulin fanden auf dem Kunstmarkt aber keinen maßgeblichen Angklang. Durch den ausgebliebenen Erfolg wechselte Ida Paulin die Branche.

### Glasmalerei
In den Anfängen des 20. Jahrhunderts waren Glasobjekte beliebte Alltagsgegenstände. Vor allem Trinkgläser, aber auch andere speziell gestaltete Glasgefäße waren feste Bestandteile in der Ausstattung eines Haushaltes. Produziert wurde nach der Idee des Deutschen Werkbundes: „Veredelung der gewerblichen Arbeit [...]“, von der Ida Paulin ebenfalls angetan war. Somit kehrte sich die Künstlerin der Glasmalerei zu, die sie als Marktchance erkannte.
Anfangs experimentierte Ida Paulin mit gekauften Glas- und Porzellanobjekten, an denen sie die Oberfläche mit Malerei gestaltete. Erste Grundkenntnisse zur eigenen Glasherstellung und -veredelung, wie zum Beispiel das Ätzen, gewann die Künstlerin in Glashütten des Bayerischen Waldes. Anfang der 1920er Jahre erwarb Ida Paulin Anteile an einer solchen bayrischen Glashütte. Dies ermöglichte ihr einerseits die Ausführung von Glasdekoren, aber auch das Entwerfen und die Umsetzung eigener Formdesigns für Gläser. Ida Paulin begann eigene Entwürfe in kleinen Serien zu produzieren. Ihre künstlerische Arbeit war geprägt von verschiedenen Techniken, wie zum Beispiel dem Ätzen, der Gravur oder der Verwendung von Emailfarbe. Es entstand ein breites Spektrum an Glasobjekten. Von geometrischen Designs bis hin zu gegenständlichen und ornamentalen Dekoren auf den Glasoberflächen. Ida Paulins Dekore tragen Merkmale der Wiener Werkstätten, des französischen Jugendstils, aber auch der japanischen Kunst.
Ida Paulin signierte ihre Werke mit den Initialen „IP“.

### Zwischen 1914 und 1945
Nach Ausbruch des Ersten Weltkrieges kehrte Ida Paulin zurück in ihre Heimat Augsburg. Hier entstanden neue Entwürfe mit schwarz-weißen Dekoren. 1915 trat die Künstlerin als erste Frau der Künstlervereinigung Die Ecke bei. In deren Werbeschrift erschien Ida Paulin 1920 unter den Rubriken Maler und Grafiker sowie Kunstgewerbler. Ab dem Jahr 1925 stellte der Künstlerverein Die Ecke der Künstlerin eine Werkstatt im hauseigenen Künstlerhof in Augsburg zur Verfügung. Der Kunsthistoriker Gustav Edmund Pazaurek lobte Ida Paulins Glasentwürfe in der 1925 erschienenen Fachzeitschrift Kunstgläser der Gegenwart. Ebenfalls präsentiert wurde die Glaskünstlerin in den Zeitschriften Die Schaulade (1926) und Kunst und Handwerk (1932). 1926 trat Ida Paulin dem Reichswirtschaftsverband bildender Künstler bei. Gemeinsam mit dem bayrischen Kunstgewerbeverein nahm Ida Paulin zwischen 1927 und 1941 an mehreren Ausstellungen im Grassimuseum Leipzig teil. Nicht nur in Deutschland und der Schweiz folgten große Erfolge, auch in den Vereinigten Staaten. So war Ida Paulin in der zweisprachigen Ausgabe der Zeitschrift des Bayerischen Kunstgewerbevereins, die in München und New York erschien, vertreten. Die Künstlerin ließ sich von großen Persönlichkeiten inspirieren, wie der Tänzerin und Sängerin Josephine Baker. Nicht nur Figuren, die an Josephine Baker erinnern, sind auf Dekoren wiederzuerkennen. Auch der deutsch-amerikanischen Schauspielerin Marlene Dietrich widmete Ida Paulin eine Serie.
Mit der Machtübernahme lässt sich eine Veränderung ihrer Glasdekore feststellen. Sie verwendete nun überwiegend Motive von Blumen sowie Szenen aus Märchen und dem Alltag. Aus den Quellen, die diesem Artikel zugrunde liegen, geht nicht hervor, in welchem Verhältnis Ida Paulin zum Nationalsozialismus stand. Belegt ist allerdings ihre Teilnahme an Ausstellungen wie der Weltausstellung 1937 in Paris oder einer Ausstellung auf dem Kreuzfahrtschiff Reliance 1938, die im Zeichen der offiziellen NS-Kulturpolitik standen. Im Jahr 1944 wurde Ida Paulins Atelier in Augsburg durch einen Bombenangriff zerstört. Ein Teil ihres Œuvres, das sich zu der Zeit außerhalb des Ateliers befand, wurde nicht zerstört und konnte gerettet werden. Nach 1945 arbeitete Ida Paulin in einer Werkstatt in Bad Münster am Stein-Ebernburg.
Heute sind Ida Paulins Glasobjekte häufig bei Auktionen vertreten und beliebte Sammelstücke.

## Ausstellungen (Auswahl)
- Teilnahme mit einem Landschaftsgemälde an der Ausstellung des Kunstvereins München (1910)[1]
- Bayrische Gewerbeschau in München (1912)[1]
- Werkbundausstellung in Köln (1914)[1]
- Leipziger Messe (1916)[1]
- Deutsche Gewerbeschau in München (1922)[1]
- Mehrere Ausstellungen im Grassimuseum Leipzig (1927–1941)[1]
- Wanderausstellung Deutsche Kunst und kunsthandwerkliche Spitzenleistungen, durchgeführt durch das Grassi-Museum (Vom Balkan bis in die Türkei)[2]
- Ausstellung auf dem Kreuzfahrtschiff Reliance (1938)[2]
- Weltausstellung in Paris (1937). Ida Paulins Entwürfe wurden mit der Goldmedaille ausgezeichnet.[4]
- Retrospektive Werkschau im Schlossparkmuseum von Bad Kreuznach (ca. 2005/2006)[4]
- Ida Paulin – Glaskunst made in Augsburg, Ausstellung im Augsburger Schaezlerpalais (22.09.2023 – 31.03.2024)[6]